# Jucurutu (kommun)
Jucurutu är en kommun i Brasilien.   Den ligger i delstaten Rio Grande do Norte, i den östra delen av landet, 1 600 km nordost om huvudstaden Brasília. Antalet invånare är 17 692.
Följande samhällen finns i Jucurutu:
- Jucurutu

Omgivningarna runt Jucurutu är huvudsakligen savann. Runt Jucurutu är det glesbefolkat, med 19 invånare per kvadratkilometer.